# Aclytia ventralis
Aclytia ventralis är en fjärilsart som beskrevs av Guérin-meneville 1843. Aclytia ventralis ingår i släktet Aclytia och familjen björnspinnare. Inga underarter finns listade i Catalogue of Life.